# Harichovce
Harichovce (Hongaars: Pálmafalva) is een Slowaakse gemeente in de regio Košice, en maakt deel uit van het district Spišská Nová Ves.
Harichovce telt 1.838 inwoners.